# Diocesi di Oberá
La diocesi di Oberá (in latino Dioecesis Oberensis) è una sede della Chiesa cattolica in Argentina suffraganea dell'arcidiocesi di Corrientes. Nel 2023 contava 198.700 battezzati su 312.549 abitanti. È retta dal vescovo Damián Santiago Bitar.

## Territorio
La diocesi comprende 5 dipartimenti della provincia di Misiones: Cainguás, Guaraní, Oberá, San Javier e Veinteicinco de Mayo.
Sede vescovile è la città di Oberá, dove si trova la cattedrale di Sant'Antonio di Padova.
Il territorio si estende su 8.717 km² ed è suddiviso in 16 parrocchie di rito romano e 2 parrocchie di rito bizantino appartenenti alla Chiesa greco-cattolica ucraina.
La diocesi comprende alcune riduzioni gesuite, patrimonio dell'umanità: Nuestra Señora de Loreto, Santa Ana, San Ignacio Minì e Santa Maria la Mayor.

## Storia
La diocesi è stata eretta il 13 giugno 2009 con la bolla Valde solliciti di papa Benedetto XVI, ricavandone il territorio dalle diocesi di Posadas e di Puerto Iguazú.

## Cronotassi dei vescovi
Si omettono i periodi di sede vacante non superiori ai 2 anni o non storicamente accertati.
- Víctor Selvino Arenhart † (13 giugno 2009 - 17 maggio 2010 deceduto)
- Damián Santiago Bitar, dal 26 ottobre 2010

## Statistiche
La diocesi nel 2023 su una popolazione di 312.549 persone contava 198.700 battezzati, corrispondenti al 63,6% del totale.
| anno | popolazione | popolazione | popolazione | presbiteri | presbiteri | presbiteri | presbiteri                | diaconi | religiosi | religiosi | parrocchie |
| anno | battezzati  | totale      | %           | numero     | secolari   | regolari   | battezzati per presbitero | diaconi | uomini    | donne     | parrocchie |
| ---- | ----------- | ----------- | ----------- | ---------- | ---------- | ---------- | ------------------------- | ------- | --------- | --------- | ---------- |
| 2009 | 200.000     | 270.000     | 74,1        | 27         | 10         | 17         | 7.407                     | 15      |           |           | 17         |
| 2012 | 203.800     | 275.100     | 74,1        | 26         | 6          | 20         | 7.838                     | 24      | 20        | 19        | 17         |
| 2013 | 205.700     | 277.000     | 74,3        | 27         | 6          | 21         | 7.618                     | 25      | 21        | 21        | 17         |
| 2016 | 189.000     | 270.000     | 70,0        | 27         | 9          | 18         | 7.000                     | 27      | 18        | 20        | 18         |
| 2019 | 195.000     | 280.300     | 69,6        | 29         | 12         | 17         | 6.724                     | 28      | 17        | 13        | 18         |
| 2021 | 198.521     | 313.923     | 63,2        | 30         | 11         | 19         | 6.617                     | 26      | 19        | 20        | 18         |
| 2023 | 198.700     | 312.549     | 63,6        | 30         | 10         | 20         | 6.623                     | 23      | 21        | 11        | 18         |